# Hong Jong-hyun
Hong Jong-hyun (Hangul: 홍종현) es un actor y modelo surcoreano.

## Biografía
Estudió en la Universidad Konkuk.
Es buen amigo de los actores y modelos Kim Woo-bin, Kim Young-kwang, Sung Joon y Lee Soo-hyuk.
El 2 de diciembre de 2019 inició su servicio militar obligatorio, el cual finalizó el 17 de junio de 2021.

## Carrera
En marzo del 2017 se anunció que se había unido a la agencia C-JeS Entertainment (씨제스엔터테인먼트). Previamente formó parte de la agencia "WidMay Entertainment".
En 2011 se unió al elenco de Vampire Idol donde interpretó a Jong-hyun / Yariru Genius, un joven genio con un coeficiente intelectual de 790 pero que socialmente es torpe.
En 2012 se unió al elenco de la serie Jeon Woo Chi donde interpretó a Seo Chan-hwi, un miembro de la guardia real con honor pero sin sentido del humor que sigue las reglas.
En enero del 2015 apareció por primera vez como invitado en el exitoso programa de televisión surcoreano Running Man (también conocida como "Leonning maen") donde formó equipo junto a Lee Kwang-soo, Seo Kang-joon, Choi Tae-joon, Nam Joo-hyuk y Seo Ha-joon. En abril del mismo año volvió a aparecer en el programa ahora forman equipo con Ha-ha, Kim Jong-kook, Song Ji-hyo, Gary y Jang Su-won.
En 2016 se unió al elenco principal de la película Enemies In-Law (también conocida como "Wiheomhan Sanggyeonrye 2") donde interpretó a Han Chul-soo, un joven e hijo de criminales que quiere casarse con Park Young-hee (Jin Se Yeon) quien proviene de una familia de policías.
En abril del mismo año fue nombrado junto a la actriz Song Ji-hyo como los nuevos modelos de "Very Korean", juntos caminaron en el desfile de moda Hallyu en Bift Park en Beijing, China.
Se unió a la cuarta temporada del programa de espectáculo de variedades We Got Married donde participó junto a la cantante Kim Yura del grupo "Girl's Day".
El 17 de julio del 2017 se unió al elenco de la serie The King in Love donde interpretó a Wang Rin, el elegante y refinado guardaespaldas del rey Wang Won, hasta el final de la serie el 19 de septiembre del mismo año.
En el 2018 se unirá al elenco principal de el web-drama chino Ivory Tower donde interpretará a Lee Kyung-woon.
A mediados de enero del mismo año se anunció que había sido elegido como embajador honorario de los Juegos Olímpicos de Invierno de Pieonchang.
El 23 de marzo del 2019 se unió al elenco principal de la serie Mother of Mine (también conocida como "My Daughter Who is the Prettiest in the World") donde dio vida a Han Tae-joo, un empleado de una gran empresa que trabaja en el departamento de marketing y el hijo menor del propietario.
En 2022 se unió al elenco principal de la serie Stock Struck, donde da vida a Choi Sun-woo, un misterioso hombre de 33 años quien a pesar de trabajar a tiempo parcial en una tienda de conveniencia conduce un automóvil lujoso.

## Filmografía

### Series de televisión
| Año     | Título                                           | Personaje                       | Notas                     | Ref.          |
| ------- | ------------------------------------------------ | ------------------------------- | ------------------------- | ------------- |
| 2009    | Heading to the Ground                            | Hong Kyung-rae                  |                           |               |
| 2010    | Oh! My Lady                                      | Park Jin-ho                     |                           |               |
| 2010    | Jungle Fish 2                                    | Min Ho-soo                      | 8 episodios               |               |
| 2011    | Drama Especial - White Christmas                 | Lee Jae-kyu                     | 8 episodios               |               |
| 2011    | Warrior Baek Dong-soo                            | Príncipe Heredero / Rey Jung-jo | -                         |               |
| 2011-12 | Vampire Idol                                     | Jong-hyun / Yariru Genius       | 79 episodios              |               |
| 2012    | Wild Romance                                     | Seo Yoon-yi                     |                           |               |
| 2012    | Hero                                             | Jang Kyung-ho                   |                           |               |
| 2012    | Beloved (Dear You)                               | Go Jin-se                       |                           |               |
| 2012    | Jeon Woo Chi                                     | Seo Chan-hwi                    |                           |               |
| 2013    | Dating Agency: Cyrano                            | Moo-jin                         | 16 episodios              |               |
| 2014    | Her Lovely Heels                                 | Oh Tae-soo                      |                           |               |
| 2014    | Drama Special - "The Reason I'm Getting Married" | Lee Joon-ki                     | Ep. 1                     |               |
| 2014    | Mama                                             | Koo Ji-sub                      | 24 episodios              |               |
| 2015    | Yoo-mi's Room                                    | -                               |                           |               |
| 2016    | Moon Lovers: Scarlet Heart Ryeo                  | Príncipe Wang Yo                | 22 episodios              |               |
| 2017    | The King in Love                                 | Wang Rin                        | 40 episodios              |               |
| 2018    | Ivory Tower                                      | Lee Kyung-woon                  |                           |               |
| 2019    | Absolute Boyfriend                               | Ma Wang-joon                    | -                         |               |
| 2019    | Mother of Mine                                   | Han Tae-joo                     |                           |               |
| 2022    | Stock Struck                                     | Choi Sun-woo                    |                           | [ 18 ]        |
| 2024    | What Comes After Love                            | Kim Min-jun                     | 6 episodios               | [ 19 ] [ 20 ] |
| 2025    | My Dearest Nemesis                               | Yoon Ji-hoo                     | Aparición especial, ep. 6 | [ 21 ]        |

### Películas
| Año  | Título                           | Personaje      | Notas |
| ---- | -------------------------------- | -------------- | --- |
| 2008 | Lovers: Omnibus - "Hey, Tom"     | Tom            | - |
| 2008 | A Frozen Flower                  | Hombre del Rey | junto a Jo In-sung, Joo Jin-mo, Song Ji-hyo, Shim Ji-ho, Lim Ju-hwan, Song Joong-ki y Yeo Jin-goo             |
| 2009 | One Step More to the Sea         | Joon-seo       | - |
| 2010 | Be With Me - "Tarot 2. Attached" | Jae-young      | junto a Shin Ji-soo y Kim Kkot-bi                                                                             |
| 2011 | Jungle Fish 2                    | Min Ho-soo     | junto a Park Jiyeon, Lee Joon, Shin So-yool, Kim Dong-beom, Han Ji-woo, Choi Myung-kyung, Go Kyung-pyo        |
| 2014 | Her Lovely Heels                 | -              | - |
| 2015 | Enemies In-Law                   | Han Chul-soo   | junto a Soo-kyeong Jeon, Se-Yeon Jin, Sung-hwa Jung, Shin Jung-Geun, Do-Yeon Kim y Eung-soo Kim               |
| 2015 | Alice: Boy from Wonderland       | Hwan           | junto a Jung Yeon-joo, Lee Go-eun, Lee Seung-yeon, Michelle Li y Jung So-min                                  |
| 2019 | Spring, Again                    | Ho Min         | junto a Lee Chung-ah, Kim Joo-ryung, Park Kyung-hye, Park Ji-bin, Lee Hye-ran, Oh Hyun-joong y Park Sung-joon |

### Apariciones en programas
| Año              | Programa                            | Notas                                            |
| ---------------- | ----------------------------------- | ------------------------------------------------ |
| 2015, 2016, 2019 | Running Man                         | 3 episodios (#230, #243, #314 y #436)            |
| 2018             | Pajama Friends                      | Ep. 2 - invitado                                 |
| 2018             | Busted!                             | Ep. 2 - invitado                                 |
| 2016             | Hello Kyushu                        | 2 episodios (Ep. # 1-2) - junto a Kim Young-kwan |
| 2016             | Law of the Jungle in Panama         | 8 episodios (#195 - 198)                         |
| 2014 - 2015      | We Got Married                      | episodios #223 al #262 - junto a Kim Yura        |
| 2013             | Petorialist                         | -                                                |
| 2013             | Real Mate in Gold Coast (Australia) | junto a Kim Young-kwang                          |
| 2010             | Chart No.5                          | -                                                |
| 2009             | Now Is The Era of Flower Boys       | -                                                |
| 2008             | Hip My Life                         | -                                                |

### Presentador
| Año             | Programa                       | Notas                                               |
| --------------- | ------------------------------ | --------------------------------------------------- |
| 2016 - presente | Top Gear Korea                 | -                                                   |
| 2018            | Mnet Asian Music Awards (MAMA) | presentador de categoría                            |
| 2016            | Dream Concert                  | junto a Leeteuk y Kim So-hyun                       |
| 2014 - 2015     | Inkigayo                       | junto a Hwang Kwanghee, Kim Yoo-jung y Jackson Wang |
| 2013 - 2014     | Style Log                      | junto a Lee Soo-hyuk, Jo Min-ho y Nana              |
| 2012            | Mnet Wide Entertainment News   | -                                                   |

### Videos musicales
| Año  | Grupo/Artista             | Canción                   | Notas                |
| ---- | ------------------------- | ------------------------- | -------------------- |
| 2015 | Snuper                    | "Shall We Dance"          | apareció en el video |
| 2015 | Yoon Hyun-sang            | "Time Forgets"            | apareció en el video |
| 2014 | Hong Dae-kwang            | "No Answer"               | apareció en el video |
| 2013 | 2NE1                      | "Falling in Love"         | apareció en el video |
| 2013 | Double K ft. Lee Michelle | "Rewind"                  | apareció en el video |
| 2008 | Sentimental Scenery       | "This Is Not a Love Song" | apareció en el video |
| 2008 | Epitone Project           | "I Hurt That Person"      | apareció en el video |

### Revistas / sesiones fotográficas
| Año  | Título           | Notas                                                              |
| ---- | ---------------- | ------------------------------------------------------------------ |
| 2013 | InStyle Magazine | junto a Lee Chun-hee, Cho Yoon-woo, Lee Jong-hyuk y Choi Soo-young |

### Anuncios
| Año  | Marcas             | Notas                                                             |
| ---- | ------------------ | ----------------------------------------------------------------- |
| 2014 | JILL by JillStuart | junto a Sung Joon y Kim Young-kwang - aparecieron en los anuncios |
| 2014 | Yoger Presso       | apareció en el anuncio                                            |
| 2014 | New Balance        | apareció en el anuncio                                            |
| 2013 | Lotte Soleimn      | junto a Lee Yu-bi - aparecieron en los anuncios                   |
| 2012 | Orion's Nacho      | apareció en el anuncio                                            |
| 2011 | Calvin Klein       | junto a Yoo In-na - aparecieron en los anuncios                   |
| 2010 | Motorola QWERTY    | apareció en el anuncio                                            |

## Embajador
| Año  | Título                                      | Notas               |
| ---- | ------------------------------------------- | ------------------- |
| 2018 | Juegos Olímpicos de Invierno de PyeongChang | Embajador Honorario |

## Premios y nominaciones
| Año  | Categoría                                         | Premio                             | Series / Películas / Programas  | Resultado |
| ---- | ------------------------------------------------- | ---------------------------------- | ------------------------------- | --------- |
| 2017 | Excellence Award, Actor in a Monday-Tuesday Drama | 44th MBC Drama Award               | The King in Love                | Nominado  |
| 2017 | Popularity Award, Actor                           | 2nd Asia Artist Award              | The King in Love                | Nominado  |
| 2016 | Actor in a Fantasy Drama                          | Excellence Award / SBS Drama Award | Moon Lovers: Scarlet Heart Ryeo | Nominado  |
| 2016 | Popularity Award                                  | Korea Film Directors Society Award | -                               | Ganó      |
| 2015 | New Star Award                                    | 10th Asia Model Festival Award     | -                               | Ganó      |
| 2015 | Best Couple Award (junto a Han Seung-yeon)        | 9th Cable TV Broadcasting Award    | Her Lovely Heels                | Ganaron   |
| 2014 | Best New Actor                                    | MBC Drama Award                    | Mama                            | Nominado  |
| 2014 | New Star of the Year                              | MBC Entertainment Award            | We Got Married                  | Ganaron   |
| 2011 | Best Dressed Model                                | Korea Best Dresser Swan Award      | -                               | Ganó      |